# Pro Patria (Zwitserland)

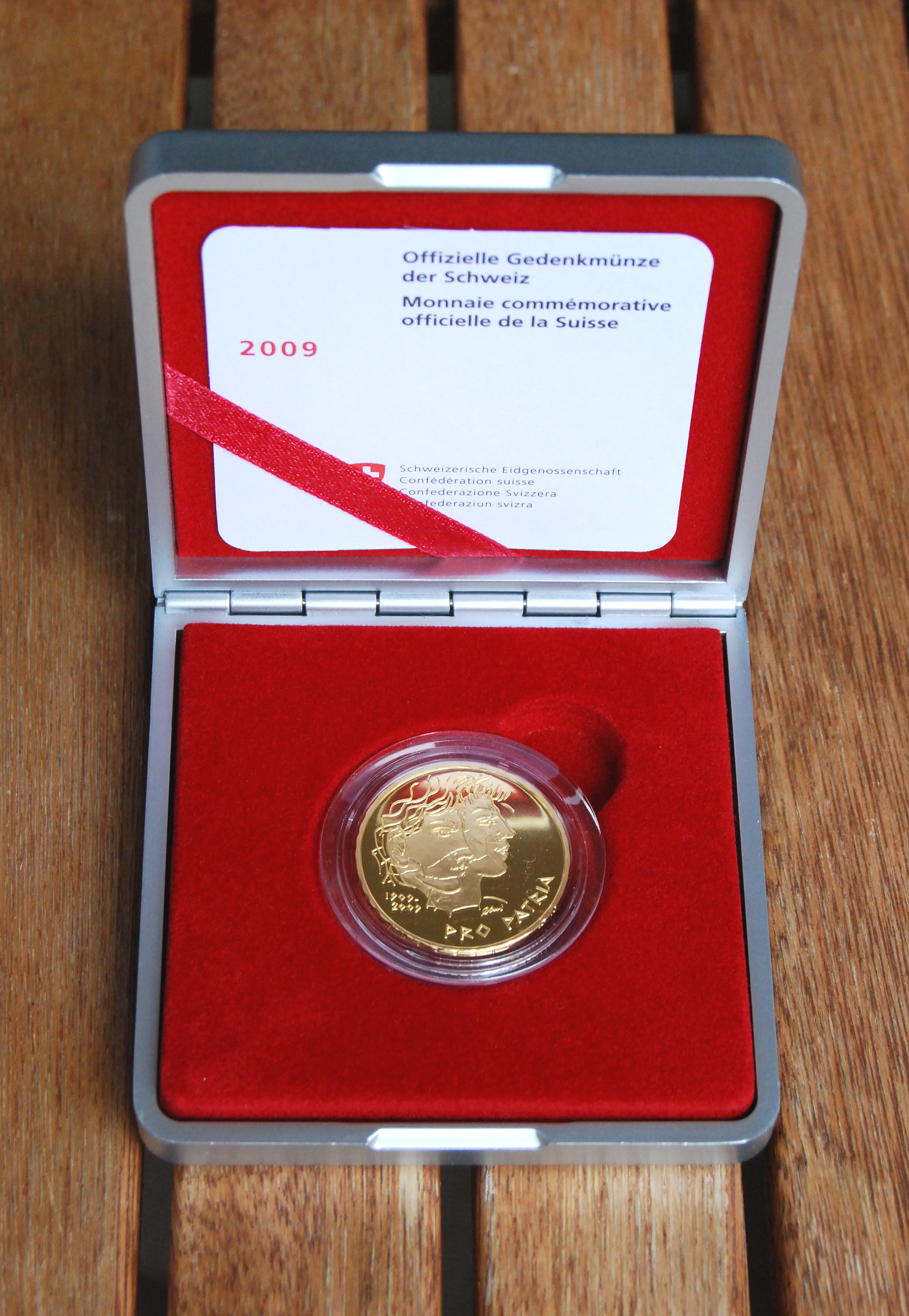
Zwitserse gedenkmunt uit 2009 ter gelegenheid van het honderdjarig bestaan van Pro Patria

Pro Patria is een Zwitserse organisatie zonder winstoogmerk, die zich het behoud van de Zwitserse cultuur en natuur ten doel stelt.
De gelden daarvoor komen vooral uit de verkoop van toeslagzegels met het opschrift ‘Pro Patria’, ansichtkaarten en buttons ter gelegenheid van 1 augustus. 1 augustus is de nationale feestdag van Zwitserland. In overeenstemming met de doelstellingen van Pro Patria worden de buttons in een sociale werkplaats gemaakt. Pro Patria werkt nauw samen met de Zwitserse postdienst, die de toeslag op de Pro Patria-zegels doorgeeft aan de organisatie. Ook maakt de organisatie gebruik van vrijwilligers die met de buttons langs de deur gaan.

## Geschiedenis
Pro Patria is opgericht in 1909 als ‘Schweizerisches Bundesfeierkomitee’. De organisatie was toen nog een vereniging. In 1991 werd de vereniging omgezet in een politiek onafhankelijke, openbare stichting. 
De eerste Pro Patria-zegel (toen nog met opschrift ‘Fête Nationale – Bundesfeier – Festa nazionale’ in plaats van Pro Patria) kwam uit in 1938; de naam Pro Patria dook pas in 1952 op. De eerste button verscheen in 1923 en de eerste ansichtkaart al in 1910.

## Doelstellingen
Pro Patria zet zich in voor projecten op de volgende terreinen:
- behoud van het Zwitserse culturele erfgoed;
- behoud van waardevolle natuur- en cultuurlandschappen;
- duurzame voorzieningen om het culturele leven te bevorderen;
- onderlinge afstemming van sociale en culturele doelen;
- bevordering van het besef van de Zwitserse cultuur onder de jeugd.